# Chiesa di Santa Caterina (Rossiglione)
La chiesa di Santa Caterina è un luogo di culto cattolico situato nella borgata di Rossiglione Superiore, in piazza Madonna degli Angeli, nel comune di Rossiglione nella città metropolitana di Genova. La chiesa è sede della parrocchia omonima della zona pastorale Ovadese-Genovese della diocesi di Acqui.

## Storia

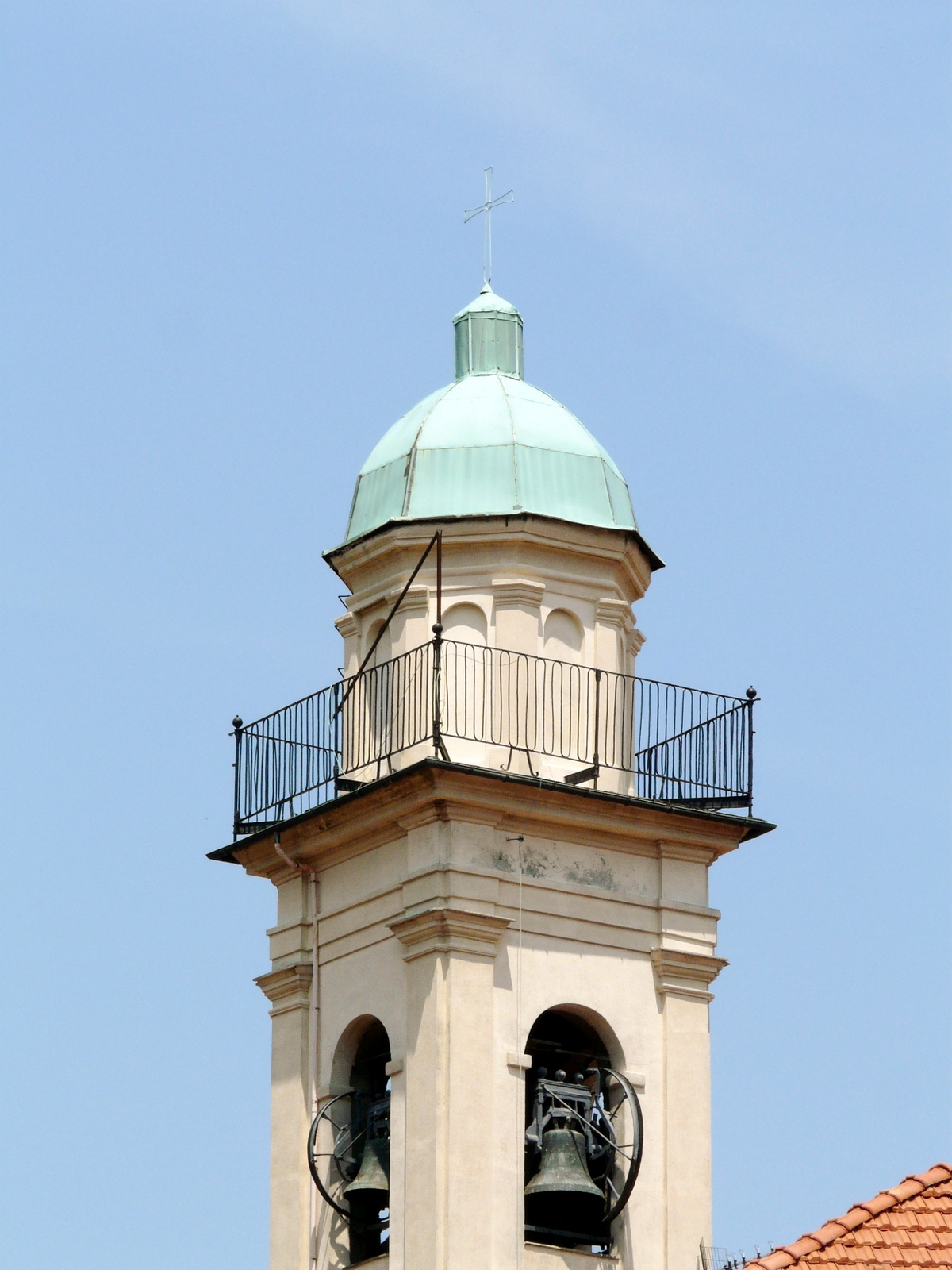
Particolare del campanile

Secondo alcune fonti la fondazione della chiesa, intitolata a santa Caterina, è risalente al XV secolo in quanto viene citata per la prima volta in un documento del 1439 dove si riportò la consacrazione dell'edificio. Originariamente presentava un orientamento diverso rispetto all'attuale, con la facciata in direzione nord, spostamento effettuato nel corso dei lavori di riedificazione compiuti nel 1607 e terminati nel 1609.
Dell'antica costruzione quattrocentesca restano ad oggi alcuni frammenti del portale d'ingresso conservati presso la chiesa di Santa Maria in Vezzulla a Masone, ora provvisoriamente presso l'oratorio di San Sebastiano.
Nel corso del Seicento la chiesa fu arricchita di decorazioni alle cappelle e agli altari.
Nel XVIII secolo subì un'inondazione causata dallo straripamento del fiume Stura, il quale procurò danni agli arredi interni tra cui la perdita nella piena dell'antico organo, sostituito nel 1862 da un nuovo strumento.
Aggregata alla giurisdizione della diocesi di Tortona dal 1478, fu incorporata nel 1811 nella diocesi di Casale Monferrato alla quale fu soggetta fino al 1816 quando ritornò compresa nell'originaria diocesi di Acqui.
Nei nuovi lavori nel 1856 fu riprogettata la facciata secondo lo stile neoclassico.

## Descrizione
L'impianto architettonico presenta una divisione a tre navate – un'ampia centrale e due laterali – scandite da pilastri con lesene e sfocianti nella zona del presbiterio; quest'ultimo è composto da una cappella maggiore e da due minori ai lati.

### Gli altari e le cappelle
All'interno dell'edificio sono presenti in totale quattro cappelle, un altare maggiore e due laterali nel transetto: quello di sinistra dedicato alla Madonna del Rosario con la statua  marmorea dello scultore Filippo Parodi, quello di destra, già di santa Lucia, con la nicchia contenente la cassa processionale della Madonna degli Angeli.  Gli altari delle cappelle laterali, arricchiti da decorazioni nella seconda metà del XVII, sono dedicati a san Giuseppe e a san Rocco nella navata sinistra, alla Misericordia e alla Madonna del Carmine nella navata destra.
L'altare maggiore in marmo policromo è stato realizzato da insigni marmorai lombardi, i due altari laterali di San Rocco e della Madonna del Carmine dallo scultore Bernardo Mantero.

## Le opere
Al suo interno vi si conservano, oltre alla Madonna del Rosario di Filippo Parodi, alcune opere artistiche, tra cui il gruppo ligneo raffigurante la Madonna degli Angeli, cassa processionale settecentesca, con tutta probabilità attribuibile allo scultore Anton Maria Maragliano ed alla sua bottega, acquistata nel 1811 dal convento della basilica della Santissima Annunziata del Vastato di Genova. È ancora oggi conservata e considerata una delle più antiche opere scultoree della parrocchiale il fonte battesimale in marmo bianco, di probabile provenienza genovese, databile tra la fine del XVI secolo e l'inizio del XVII secolo. Presso la cappella della Misericordia è sistemata la statua seicentesca in legno policromo raffigurante l'Ecce Homo, di ignoto scultore napoletano.
Tra le tele conservate quella dell'Assunzione della Vergine (1621), del pittore Bernardo Castello posta sopra la porta della sagrestia, la Visitazione di Simone Balli databile al primo decennio del XVII secolo e la Vergine e santi di Giuseppe Palmieri del XVIII secolo.